# Massimo De Lorenzo
Massimo „Maximus“ De Lorenzo (* 4. November 1987 in Eschenbach (Württemberg)) ist der momentane deutscher K1 Kickbox-Weltmeister der World Kickboxing and Karate Union, Sportpädagoge / Coach in der Kampfsport Akademie Esslingen und seit 2022 Veranstalter der "Maximus Fight Night".
Er beendete am 11. Oktober 2021 seine Profi-Kickbox Karriere, um sich auf seine Schüler zu konzentrieren und die nächste Generation im Kampfsport voranzubringen.

## Karriere
In seiner Karriere als Kickboxer hat er sich in verschiedenen Verbändern beweisen können. Sein erster Durchbruch gelang 2013, als er sich seinen ersten WM-Titel in der International Sport Karate Association in der Disziplin K1 holt. 2014 und 2015 holt er sich zweimal den WM-Titel bei der AFSO als auch später bei der WKU im Jahr 2017, wo er gegen Subjak gekämpft hatte. Er wurde später zum zweifachen Weltmeister im Schwergewicht für 85 kg gekürt, nach dem er seinen Titel 2 Jahre verteidigen konnte.
Im Jahr 2016 trainierte er in einem Muay Thai Camp auf Ko Samui in Thailand, in er unter anderem auch mit Glory Kämpfer Rico Verhoeven auf seine Kämpfe vorbereitete.
Im Jahr 2020 verlor Massimo De Lorenzo seinen WM-Titel an Dennis Bauer. Ein Jahr später holt er sich jedoch den Weltmeistertitel der WKU im Schwergewicht gegen den Russen Valerie Dalibaltov wieder zurück und kündigte somit auch das Ende seiner Profi-Karriere an.

## Arbeit
De Lorenzo hat 2010 mit der Kampfausbildung Wing Chun angefangen, bevor er 2011 ins Kickboxen wechselte. Er absolvierte 2013 seine Trainerausbildung im Kickboxen und gründete im Jahre 2017 seine erste Kampfsport Schule "Fightsport und Fitness".
Im Jahr 2017 verließ er Burladingen und somit auch seine Kampfsportschule „Fightsport und Fitness“. In Esslingen am Neckar gründete er dann mit Ertekin Arslan die Kampfsport Akademie Esslingen, wo er heute noch seine Schüler im Kickboxen ausbildet, unter anderem bildet er dabei die amtierende Europameisterin im WKU Charly Glaser aus.
Er absolvierte dabei verschiedene Ausbildungen, Technikseminare und Lehrgänge wie bei Giorgio Petrosyan , UFC-Kämpfer Gökhan Saki und Remy Bonjasky als auch beim ehemaligen WKU-Weltmeister Ramin Abtin, der unter anderem ebenfalls Teil der Kampfsport Akademie in Karlsbad ist.
Im Jahr 2022 hat De Lorenzo angefangen seine eigene „Fight Night“ zu organisieren die „Maximus Fight Night“ abgeleitet von seinem Kämpfer Namen „Maximus“. Er strebt, laut eigenen Angaben an, den Kampfsport damit nach vorne zu bringen und möchte damit eine Plattform für junge Talente bieten.

## Soziale Tätigkeit
De Lorenzo nutzte seine Reichweite, um Spenden für den Förderverein für krebskranke Kinder Tübingen e.V. zu sammeln, und arbeitet eng mit dem Förderverein zusammen, um den Kindern auch das Training zu ermöglichen.